# Formica rufa
La  hormiga roja de la madera u hormiga roja europea (Formica rufa) es una especie de insecto himenóptero de la familia Formicidae que se encuentra comúnmente en la mayor parte de Europa, especialmente en los bosques de coníferas y de árboles frondosos, así como en los parques arbolados.

## Nidos

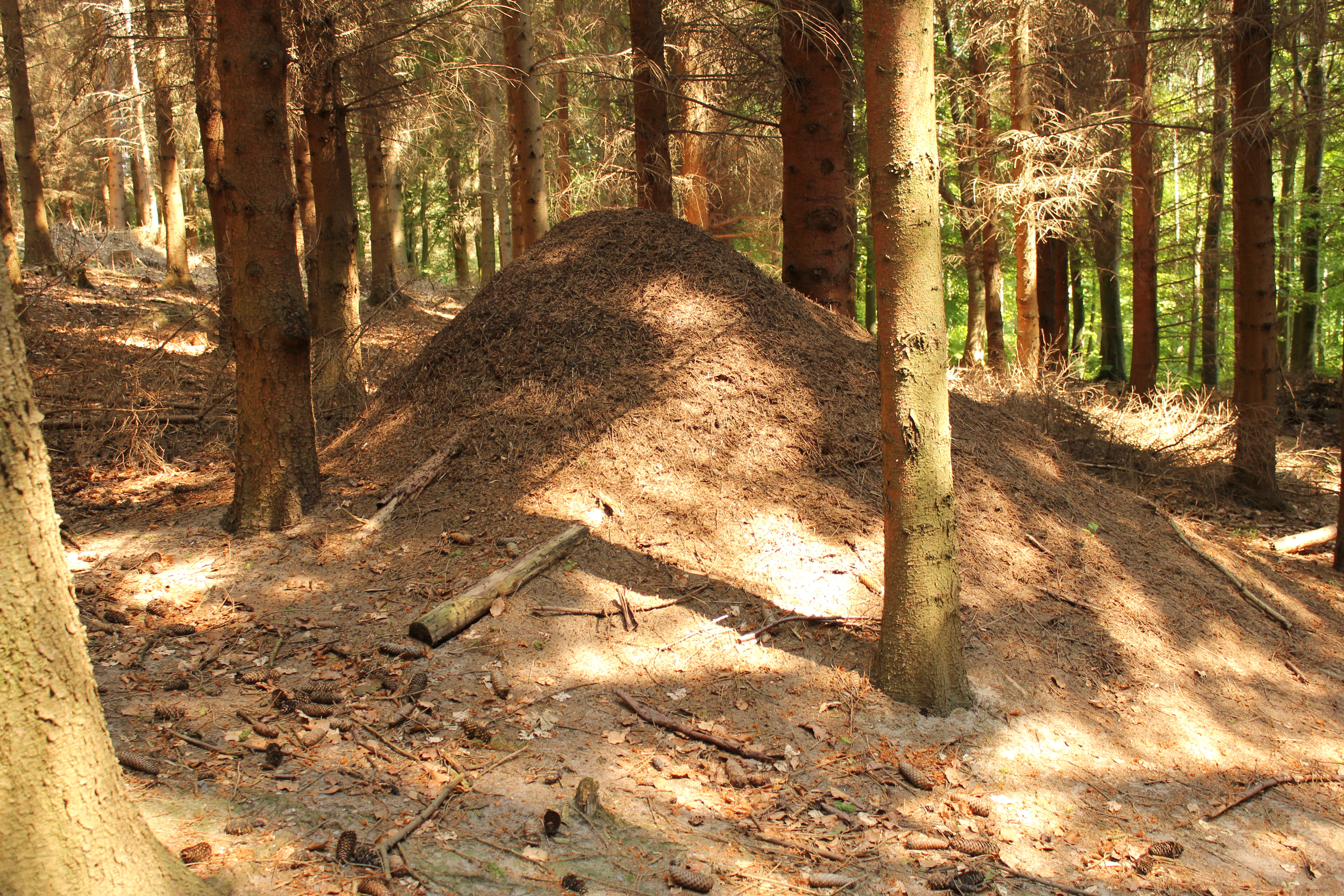
Nido de hormiga roja en un bosque.

Los nidos de estas hormigas son grandes, su cúpula es bien visible; son construidos normalmente en el sotobosque despejado. En un nido pueden vivir entre 100 mil y 400 mil hormigas. La industria forestal hace proliferar los nidos de esta especie como una forma de control de plagas.

## Descripción

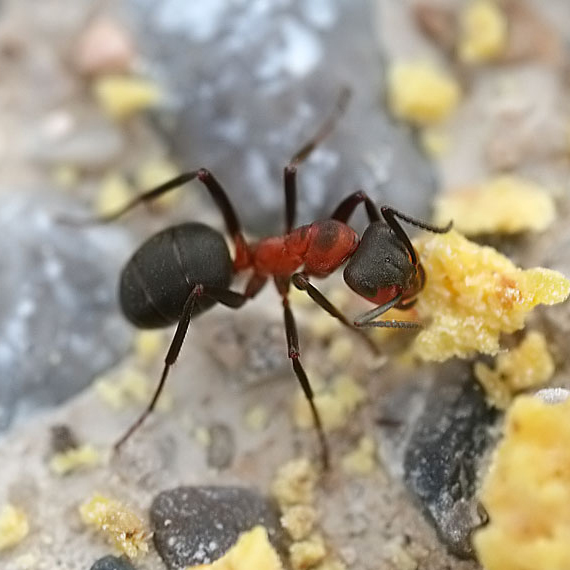
Obrera.

Las obreras son hembras con los órganos sexuales atrofiados; miden 4,5 a 9 mm de longitud. Presentan la cabeza y el tronco de color rojo a castaño rojizo y el abdomen marrón negruzco. Las reinas son hembras fértiles; miden 9,5 a 11 mm de largo; bicoloreadas rojo y negro, presentando todo el escudo, gastro y parte de la zona occipital de la cabeza negros y el escutelo y gastro claramente brillantes. Los machos tiene una longitud de 9 a 11 mm; son negros con los apéndices y la genitales más claros.

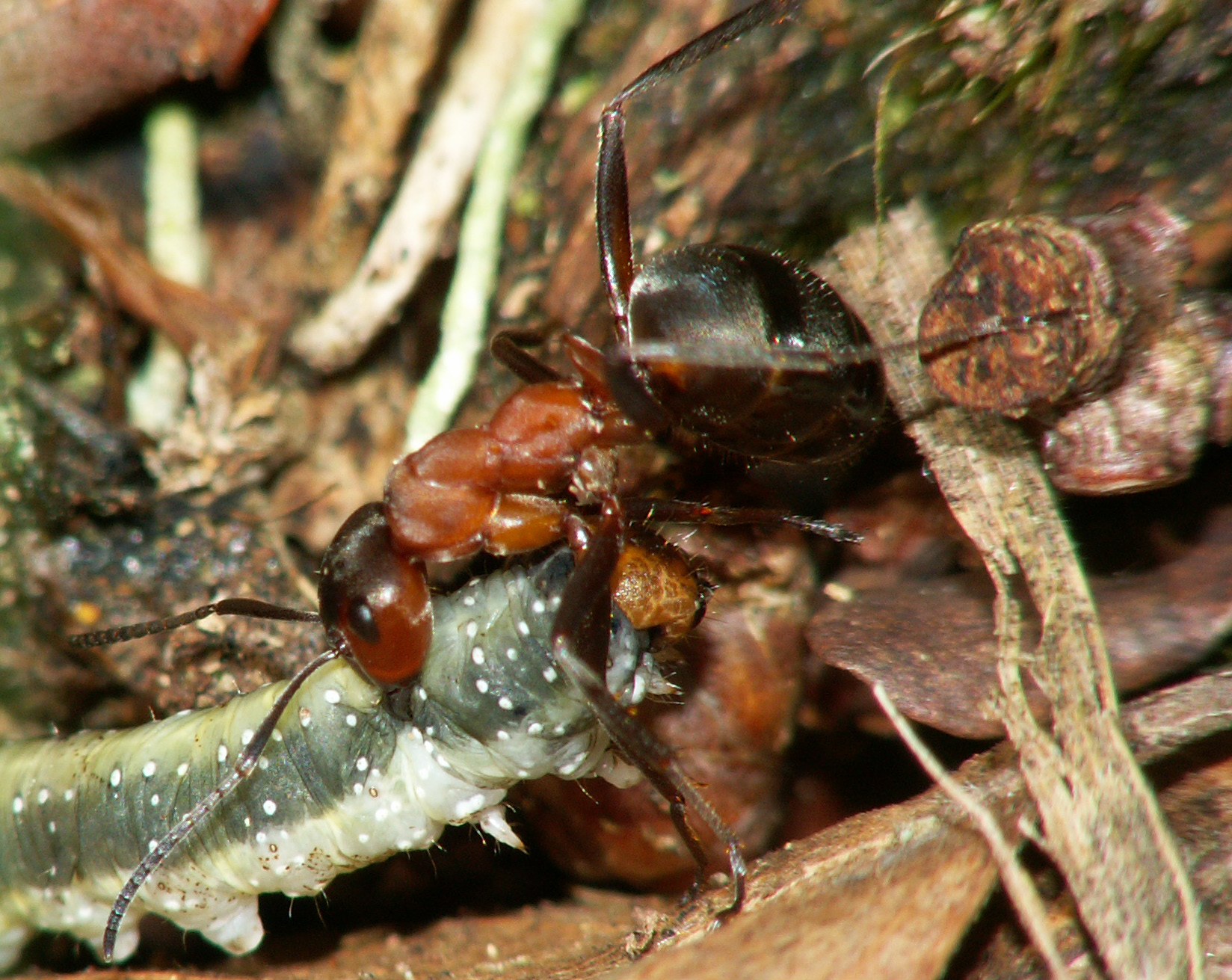
Hormiga roja atrapando una larva.

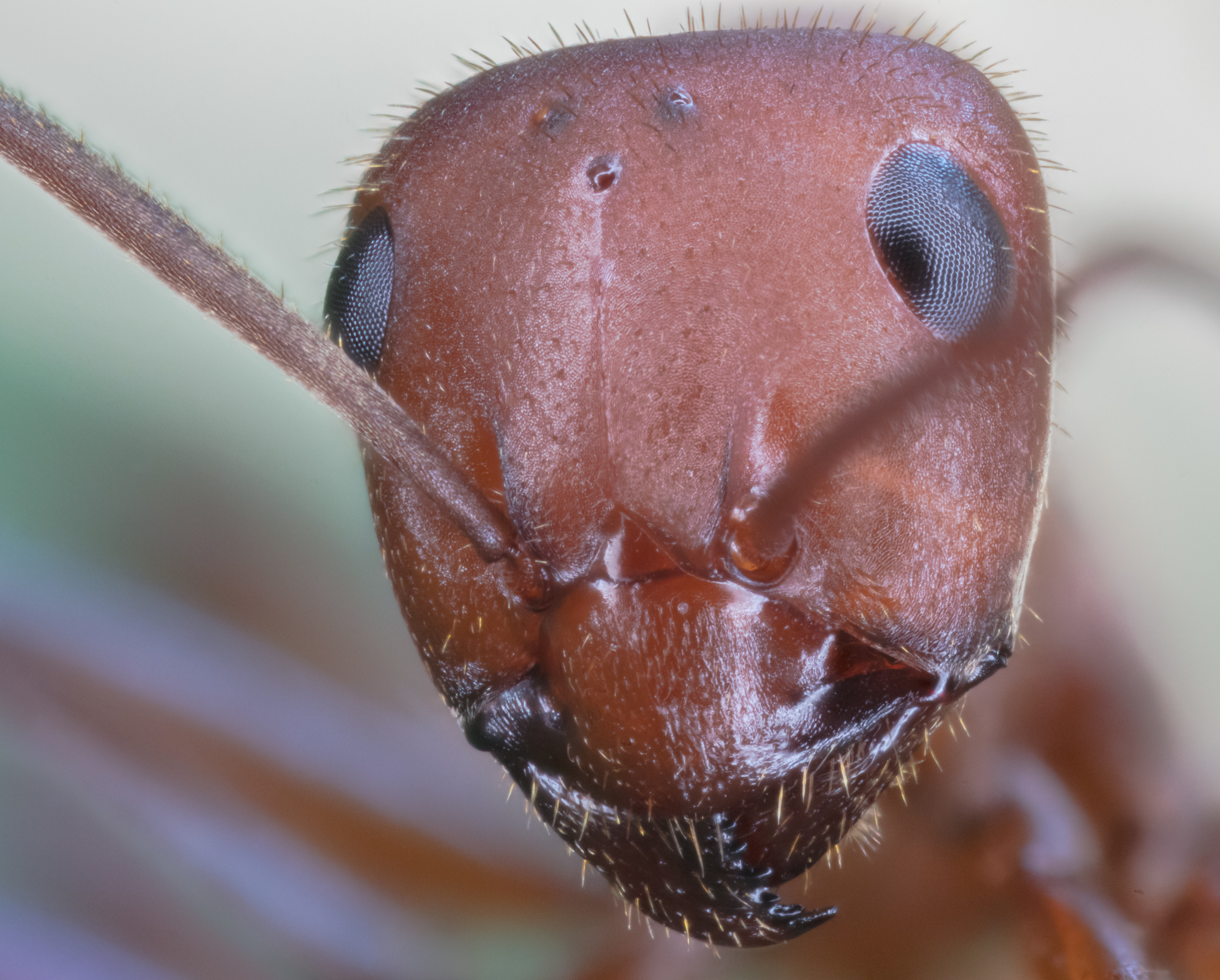
Detalle de la cabeza (fotografía macro).

## Alimentación
Es omnívora. Se alimenta principalmente de invertebrados y además de hongos, savia y restos de todo tipo de animales , también se alimentan de melaza de pulgones.

## Reproducción
Cada nido suele tener una reina (hembra fértil) aunque en ocasiones puede albergar varias reinas. En la primavera machos y hembras vírgenes realizan vuelos nupciales en sincronía con otros hormigueros de la misma zona, durante los cuales hembras y machos de unos y otros se aparean; una vez realizada la cópula en vuelo, caen o se posan en el suelo, donde los machos mueren pronto y las hembras (las nuevas reinas) se desprenden de sus alas. Se traban luchas territoriales entre reinas de colonias vecinas para apoderarse de los nidos y de sus obreras. Una reina de esta especie puede colonizar nidos de otras especies de hormigas, como Formica fusca, cuyas obreras crían los huevos de la nueva reina de manera que a la siguiente generación el nido pasa de manos de una especie a la otra.

## Ácido fórmico
Utiliza el ácido fórmico para defenderse y cazar lanzándolo sobre depredadores y presas, especialmente sobre las mordeduras que propina. Puede enviar un chorro de ácido fórmico a 25 cm de distancia. Los pájaros carpinteros y halcones vuelan muy bajo sobre los nidos de estas hormigas para que su plumaje sea rociado de ácido y así librarse de ácaros. Este ácido fue extraído en 1671 por el naturalista inglés John Ray machacando y destilando muchas hormigas de esta especie.